# Klara Blum
Klara Blum (chinesisch 朱白兰 / 朱白蘭; pinyin: Zhū Báilán; * 27. November 1904 in Czernowitz, Österreich-Ungarn; † 4. Mai 1971 in Guangzhou/China) war eine deutschsprachige jüdische, österreichische, sowjetische und chinesische Schriftstellerin.

## Leben und Wirken
Klara Blum wuchs als Tochter des Bukowiner Großgrundbesitzers und langjährigen Landtagsabgeordneten Josef Blum und der aus Stanislau (Galizien) stammenden Cipre Kaner-Maschler in einer wohlhabenden jüdischen Familie in Czernowitz auf. Ihre Mutter ließ sich scheiden und flüchtete 1913 mit ihrer Tochter nach Wien, da Klara aus finanziellen Gründen dem Vater zugesprochen worden war. Klara besuchte das Mariahilfer Mädchengymnasium und arbeitete nach der Matura 1922 als Privatlehrerin.

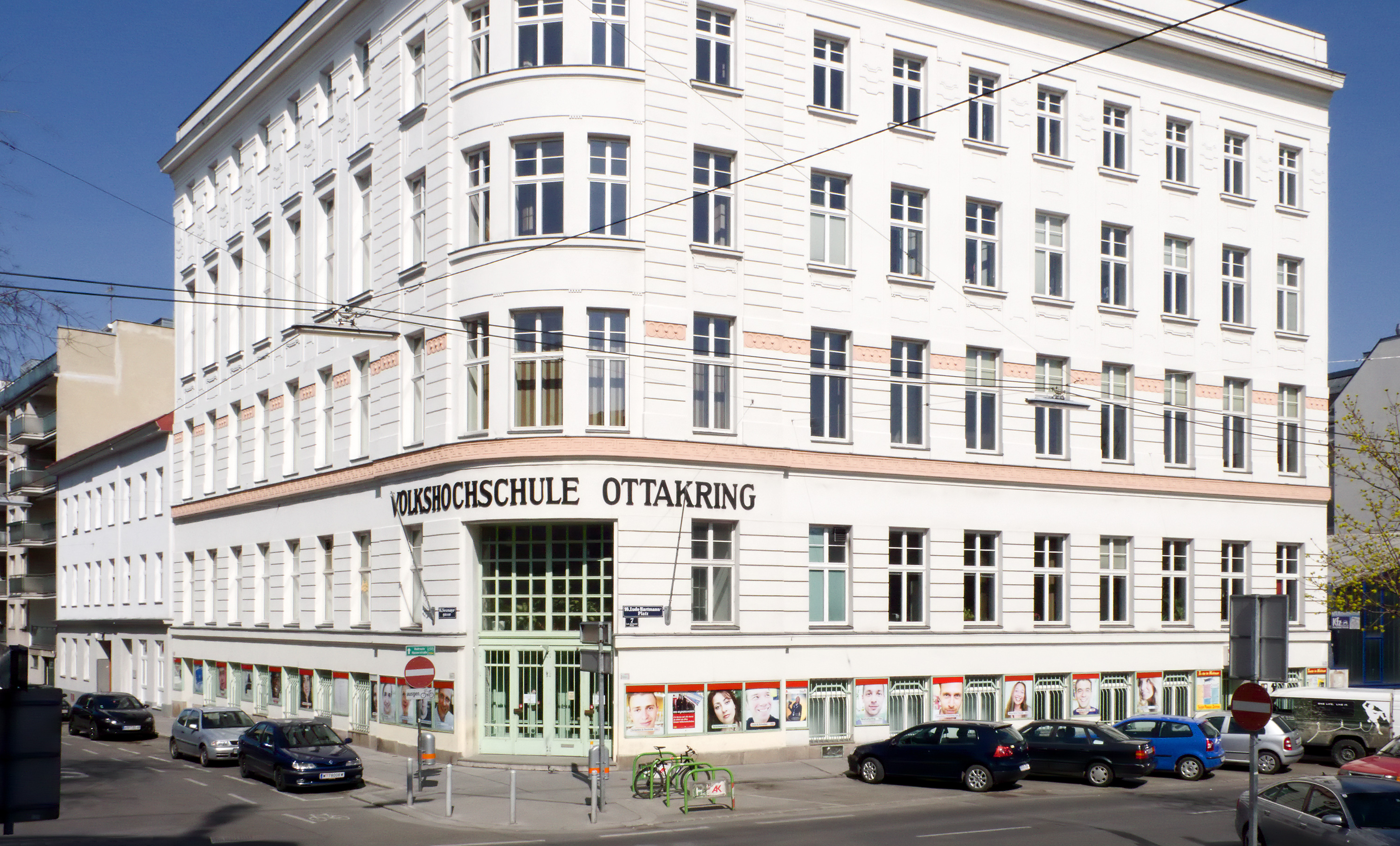
Volkshochschule Ottakring vormals Volksheim

In den frühen 1920er Jahren war sie mit Alfred Adler und dessen sozialdemokratischen Anhängern in Kontakt gekommen. Sie besuchte Adlers Kurse im Ottakringer Volksheim und nahm an individualpsychologischen Diskussionsrunden im Café Siller teil. Die aufgeschlossene Haltung der Adler-Schüler in Bezug auf die Frauenthematik regte sie an und fand Eingang in ihre Texte.
1923 nahm sie das Studium der Psychologie an der Universität Wien auf, das sie jedoch aus wirtschaftlichen Gründen abbrechen musste. Sie arbeitete als Journalistin für verschiedene Zeitungen. Als überzeugte Zionistin ging sie 1929 nach Palästina, kehrte jedoch schon bald enttäuscht nach Österreich zurück. Im gleichen Jahr wurde sie Mitglied der SDAP und engagierte sich vor allem für die Frauenemanzipation.
In den frühen 1930er Jahren schrieb sie Rezensionen über die Schriften von Sophie Lazarsfeld und Alice Rühle-Gerstel, die sich für Frauenrechte einsetzten. 1932 hielt sie im Verein für Individualpsychologie einen Vortrag zum Thema Pubertät und 1933 stellte sie sich für individualpsychologische Sprechstunden in der Alserstrasse 71 zur Verfügung.
1933 war sie Mitglied der Vereinigung sozialistischer Schriftsteller. Anfang der 1930er Jahre kam es über die Frage der Einheitsfront mit den Kommunisten, die Blum befürwortete, zum Bruch mit der österreichischen Sozialdemokratie. Die Autorin näherte sich der „Internationalen Vereinigung Revolutionärer Schriftsteller“ an, von der sie 1934 mit einem Preis ausgezeichnet wurde, der mit einer Studienreise in die Sowjetunion verbunden war. Aus dieser Studienreise wurde ein Daueraufenthalt; 1935 erhielt Klara Blum die sowjetische Staatsbürgerschaft.
In der Sowjetunion veröffentlichte Klara Blum mehrere Gedichtbände in deutscher Sprache. 1937 hatte sie eine kurze Liebesbeziehung mit dem chinesischen Journalisten und Regisseur Zhu Rangcheng (Chinesisch: 朱穰丞; pinyin: Zhū Rángchéng), die bestimmend für Blums weiteres Leben sein sollte. Als Zhu nach vier Monaten spurlos verschwand, wollte Blum nicht an einen Zusammenhang mit den stalinistischen Verhaftungswellen glauben, sondern vermutete ihren Geliebten auf einer Geheimmission in der Republik China. Tatsächlich war Zhu nach seiner Verhaftung durch die sowjetischen Behörden in ein sibirisches Lager gebracht worden, wo er 1943 starb. Bis 1945 wurde Blum die Ausreise aus der Sowjetunion verweigert.
Nach dem Ende des Zweiten Weltkriegs gelangte Klara Blum über die Stationen Warschau, Prag, Budapest, Bukarest und Paris schließlich 1947 mit Hilfe des jüdischen Hilfskomitees nach Shanghai in die Republik China (ab 1949 Volksrepublik). Sie glaubte unbeirrt weiter daran, dass Zhu noch am Leben sei, und ließ sich auf der Suche nach ihm in China nieder. 1952 wurde sie Professorin für deutsche Sprache und Literatur an der Universität in Nanjing, 1957 an einer Hochschule in Guangzhou. 1954 nahm die bis zu ihrem Lebensende überzeugte Kommunistin die chinesische Staatsbürgerschaft an und trug den Namen Zhu Bailan. Es erschienen noch einige deutschsprachige Werke von ihr in der DDR, darunter der Roman Der Hirte und die Weberin, in dem sie ihre Beziehung zu Zhu Rangcheng schilderte.
Im Jahr 2008 wurde in Wien-Donaustadt (22. Bezirk) die Klara-Blum-Gasse nach ihr benannt.
Ein Teilnachlass von Klara Blum befindet sich im Deutschen Literaturarchiv Marbach.

## Werke
- Die Antwort. Gedichte. Verlag für fremdsprachige Literatur, Moskau 1939
- Erst recht! Gedichte. Staatsverlag der nationalen Minderheiten, Kiew 1939
- Wir entscheiden alles. Gedichte. Verlag für fremdsprachige Literatur, Moskau 1941
- Donauballaden. Gedichte. Verlag für fremdsprachige Literatur, Moskau 1942
- Schlachtfeld und Erdball. Gedichte und Nachdichtungen. Verlag für fremdsprachige Literatur, Moskau 1944
- Der Hirte und die Weberin. Autobiographischer Roman. Greifenverlag, Rudolstadt 1951; Wien etc. 2001; mit einem Essay von Julia Franck, Berlin : Die Andere Bibliothek, Juli 2023, ISBN 978-3-8477-0463-8
- als Dshu Bai-Lan: Nachwort zu Die Geister des Gelben Flusses. Chinesische Märchen. Greifenverlag, Rudolstadt 1955
- als Dshu Bai-Lan: Das Lied von Hongkong. Novellen. Greifenverlag, Rudolstadt 1959; Titelnovelle Wien etc. 2001
- Der weite Weg. Volk und Welt, Berlin 1960 (= Lyrikreihe „Antwortet uns!“, Bd. 24)

## Übersetzungen
- Li Ji: Wang Gue und Li Hsiang-Hsiang, Peking 1954